# Chloé

Chloé logotyp.

Chloé är ett franskt modehus som grundades 1952 av den fransk-egyptiska modeskaparen Gaby Aghion. Huset producerar lyxiga damkläder (prêt-à-porter), accessoarer och parfym. Huvudkontoret ligger i Paris. 
Innan Chloés grundades, fanns inga lyxmodehus som producerade prêt-à-porter, d.v.s. färdigsydda kläder, utan endast couture/haute couture (kläder efter måttbeställning), vilket innebar att lyxmode av hög kvalitet bara var tillgängligt för dem med mycket pengar. Gaby Aghion såg att här fanns ett gap på marknaden som hon kunde fylla. Hon beslutade sig för att skapa högkvalitativt lyxmode, köpbart direkt från klädställ i butik. Lyx-prêt-à-porter hade fötts.
Gaby Aghion tyckte inte att hennes eget namn passade som namn på ett modehus, så hon lånade en väninnas namn till klädmärket: Chloé.
Många inflytelserika formgivare har arbetat på Chloé genom åren, exempelvis Karl Lagerfeld, Stella McCartney, Phoebe Philo och svenske formgivaren Paulo Melim Andersson.